# Jean-Pierre Kalfon
Jean-Pierre Kalfon (París, 30 de octubre de 1938) es un actor, director y cantante francés.
En su juventud trabaja en el Folies Bergères y luego se vuelca al teatro y funda su propia compañía- "Théâtre 15"- donde él es actor y director.
Debuta en el cine en 1962 con Le Concerto de la peur, La drogue du vice de José Bénazéraf. Muy próximo a Pierre Clémenti y a un joven grupo de actores nucleados en torno a Marc'O. Después trabajará con Jean-Luc Godard en Week-End, con Philippe Garrel en Le Lit de la vierge, en el film de Disney Condorman , con Claude Lelouch con quien trabaja en siete filmes. Asimismo con François Truffaut Vivement dimanche Claude Chabrol en Le Cri du hibou. 
Funda un grupo de rock «Kalfon Rock chaud» donde él es el cantante.
- Datos: Q961525
- Multimedia: Jean-Pierre Kalfon / Q961525